# Alexander Spengler
Alexander Spengler (Mannheim, 20 de març de 1827 - Davos, 1 de novembre de 1901) va ser un metge alemany i primer metge especialitzat en tuberculosi a Davos. Va ser el fill gran de Johann Philipp Spengler, mestre d'una escola de Mannheim. A partir de la tardor de 1846, va estudiar cinc termes a la Universitat de Heidelberg. Va ser el pare de Carl Spengler i Lucius Spengler, tots dos van convertir metges especialitzats en malalties de pulmó a Davos.